# Gymnocalycium calochlorum
A Gymnocalycium calochlorum a valódi kaktuszok (Cactoideae) Trichocereeae nemzetségcsoportjának Gymnocalycium nemzetségébe tartozó gömbkaktusz; a Quehliana fajsor egyik faja.

## Korábbi, illetve szinonim nevei
- Echinocactus calochlorus
- Echinocactus prolifer
- Gymnocalycium proliferum
- Gymnocalycium proliferum var. calochlorum

## Megjelenése, felépítése
Nyomott gömb alakú, 4–6 cm átmérőjű gömbkaktusz, aminek testét mintegy 11, dudoros borda tagolja. Középtövise nincs; a 9-10, mintegy 8 mm hosszú, fehér peremtövis oldalra és lefelé mutat. Virága halvány rózsaszínű, 6 cm hosszú.

## Életmódja
Jól sarjadó, csoportképző faj.

## Ismertebb változatok
- Gymnocalycium calochlorum var. proliferum Backeberg, 1959: a törzsfajnál sötétebb testű változat. Barnásfehér, rózsaszínű vagy tiszta fehér virágja szélesebbre nyílik.